# Nomenclatura usada por la Wehrmacht y las Waffen SS
La Wehrmacht alemana, que incluía la Luftwaffe (Fuerza Aérea), el Heer (Ejército), la Kriegsmarine (Armada) y las Waffen-SS, usaba numeración árabe y romana para distinguir entre las diferentes subunidades y niveles de organización de su respectiva rama militar.

## Unidades de laLuftwaffe
- Los numerales árabes designaban un Staffel (Escuadrón) de un Geschwader (Ala).[1]

Ejemplo: 2./Jagdgeschwader 51 se refiere al segundo Staffel del 51.º Jagdgeschwader.
- Los numerales romanos designaban un Gruppe (Grupo) de un Geschwader.[1]

Ejemplo: III./Zerstörergeschwader 26 se refiere al tercer Gruppe del 26.º Zerstörergeschwader.

## Unidades delHeery las Waffen-SS
El Heer y las Waffen-SS usaba un sistema de nomenclatura similar al de la Luftwaffe. Una división de Infantería, Panzer o Granaderos solía estar compuesta de tres regimientos. Estos regimientos contenían tres batallones designados con numerales romanos. Cada batallón contenía tres compañías, designadas con números árabes. Esta forma de nombrar también se aplicaba a las unidades terrestres de la Kriegsmarine, la Luftwaffe y las Waffen-SS.